# Bouër
Bouër település Franciaországban, Sarthe megyében. Lakosainak száma 352 fő (2022. január 1.). Bouër Saint-Maixent, Lavaré és Le Luart községekkel határos.

## Népesség
A település népességének változása:
| Lakosok száma | 330  | 321  | 326  | 333  | 339  | 344  | 349  | 350  | 352  |
|               | 2013 | 2015 | 2016 | 2017 | 2018 | 2019 | 2020 | 2021 | 2022 |